# Charles-François de Rouvroy de Saint Simon
Pour les autres membres de la famille, voir Maison de Rouvroy de Saint-Simon.
Pour les articles homonymes, voir Saint-Simon.

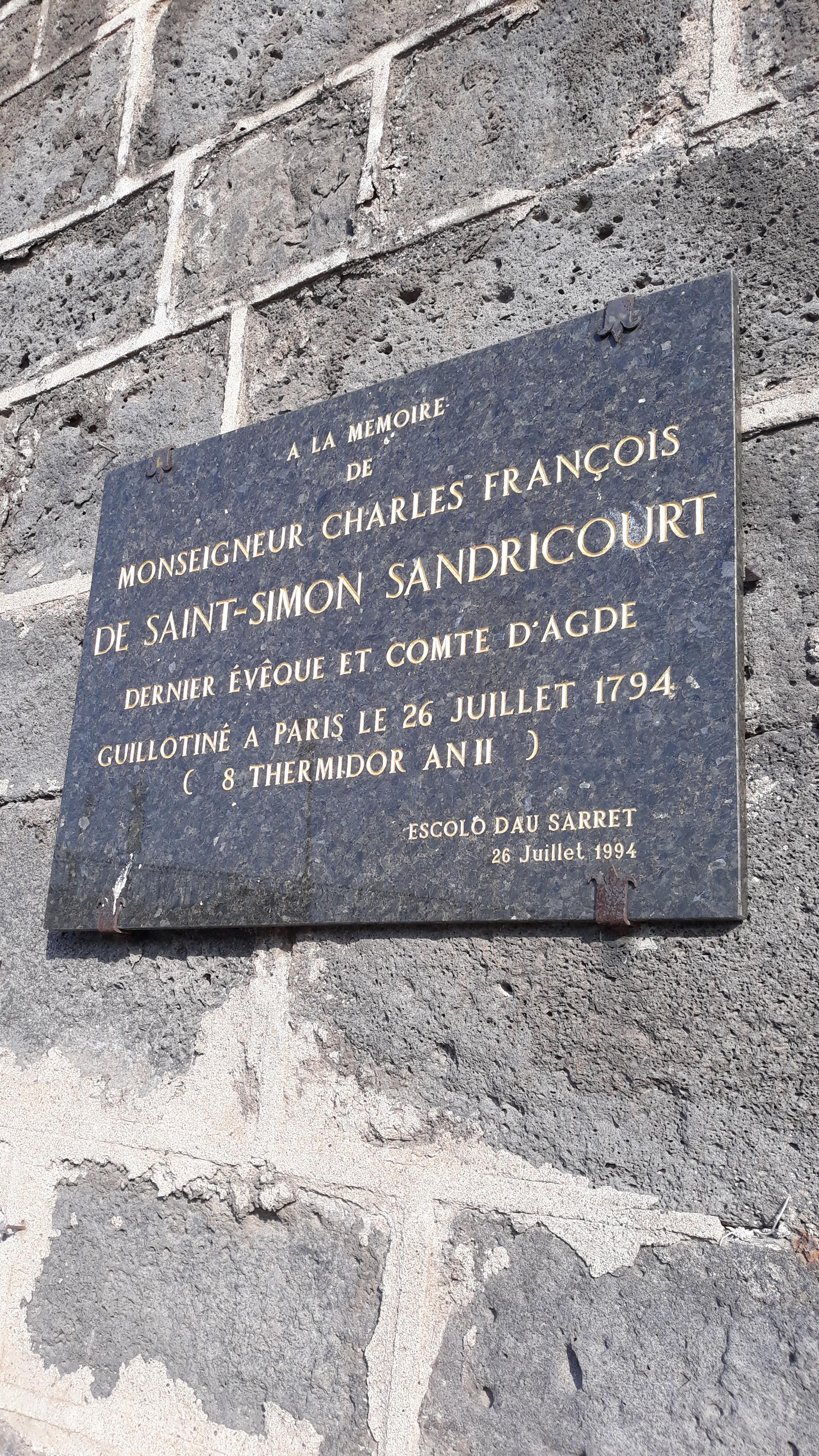
Plaque commémorant Charles-François de Saint-Simon Sandricourt au quai de l'Hérault à Agde.

Charles-François de Rouvroy de Saint Simon Sandricourt (5 avril 1727 - Paris, 26 juillet 1794), dernier évêque et comte d'Agde, fut guillotiné à Paris.

## Biographie
Charles-François de Saint-Simon était le cousin du duc de Saint-Simon, écrivain célèbre pour ses mémoires. Il fut évêque d'Agde de 1759, date à laquelle il succéda à Joseph-François de Cadenet de Charleval, jusqu'à sa mort. Il fut membre de l'Académie royale des Inscriptions et Belles-Lettres (membre libre, 1785)
En 1791, il s'opposa à la constitution civile du clergé refusant de prêter serment comme l'imposait cette constitution et incitant les prêtres du diocèse, qui furent nombreux à le suivre, à ne pas prêter serment. Il fut chassé de sa ville et dut se réfugier dans sa famille à Paris. Pendant la Terreur, après s'être réfugié[réf. nécessaire] au couvent des oiseaux, il fut condamné à mort par le tribunal révolutionnaire et guillotiné le 8 thermidor an II (25 juillet 1794). (Jordan p. 390)[source insuffisante].

## Armoiries

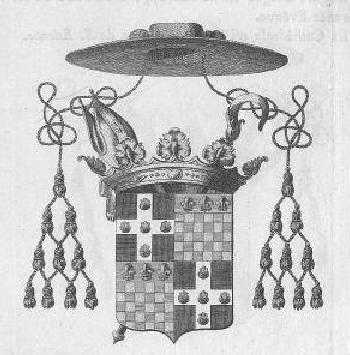
Armes de Charles-François de Saint Simon